# Hvalbakur
Die Schäre Hvalbakur, seltener Hvalsbakur, ist der östlichste Punkt des Staates Island.
Sie liegt 35 Kilometer vor der Küste und knapp 50 Kilometer östlich des Ortes Djúpivogur. Wörtlich übersetzt heißt sie „Walrücken“. Sie ist 200 Meter lang und bis zu 100 Meter breit, jedoch nur fünf Meter hoch.
Hvalbakur wie auch die nördlich gelegene Sandbank Faerabakur gelten als Kandidaten für eine Sichtung durch den niederländischen Navigator und Kartographen Joris Carolus im Jahre 1617, die er als Opdams-Insel bezeichnete. Da der von ihm angegebene Breitengrad mit 66°N  aber etwa anderthalb Breitengrade nördlich verläuft und dort kein Land vorhanden ist, fand diese für einen Zeitraum von fast anderthalb Jahrhundert als Phantominsel, jetzt unter dem Namen Enchuysen, Eingang in zeitgenössische Kartenwerke.